# Nagroda Nikkan Sports Film dla Najlepszej Aktorki
Nagroda Nikkan Sports Film dla Najlepszej Aktorki to nagroda przyznawana podczas Nagród Nikkan Sports Film.

## Lista zwycięzców
| Ceremonia | Rok  | Aktorka          | Film                                         |
| --------- | ---- | ---------------- | -------------------------------------------- |
| 1         | 1988 | Sayuri Yoshinaga | A Chaos of Flowers                           |
| 2         | 1989 | Yukiyo Toake     | Harasu no Ita Hibi Shaso                     |
| 3         | 1990 | Keiko Matsuzaka  | Żądło śmierci                                |
| 4         | 1991 | Sachiko Murase   | Sierpniowa rapsodia                          |
| 5         | 1992 | Yoshiko Mita     |                                              |
| 6         | 1993 | Shima Iwashita   | Shin gokudo no onna tachi: Kakugoshiiya      |
| 7         | 1994 | Saki Takaoka     | Chūshingura Gaiden: Yotsuya Kaidan           |
| 8         | 1995 | Haruko Sugimura  | List pożegnalny                              |
| 9         | 1996 | Ruriko Asaoka    | Otoko wa Tsurai yo: Torajirō Kurenai no Hana |
| 10        | 1997 | Hitomi Kuroki    | Utracony raj                                 |
| 11        | 1998 | Shinobu Otake    | Gakko III                                    |
| 12        | 1999 | Sumiko Fuji      | Omocha                                       |
| 13        | 2000 | Sayuri Yoshinaga | Nagasaki Burabura Bushi                      |
| 14        | 2001 | Keiko Kishi      | Kah-chan                                     |
| 15        | 2002 | Kyōka Suzuki     | Ryoma's Wife, Her Husband and Her Lover      |
| 16        | 2003 | Shinobu Terajima | Akame shijuya taki shinju misui              |
| 17        | 2004 | Koyuki           | Warau Iemon                                  |
| 18        | 2005 | Kyōko Koizumi    | Wiszący ogród                                |
| 19        | 2006 | Yasuko Matsuyuki | Tancerki hula                                |
| 20        | 2007 | Yūko Takeuchi    | Side Car ni Inu                              |
| 21        | 2008 | Haruka Ayase     | Ichi Boku no Kanojo wa Saibôgu               |
| 22        | 2009 | Takako Matsu     | Villion no Tsuma: Sakuranbo to Tanpopo       |
| 23        | 2010 | Eri Fukatsu      | Villain                                      |
| 24        | 2011 | Aoi Miyazaki     | Tsure ga utsu ni narimashite. In His Chart   |
| 25        | 2012 | Sayuri Yoshinaga | Kita no Kanaria tachi                        |
| 26        | 2013 | Yōko Maki        | The Ravine of Goodbye                        |
| 27        | 2014 | Rie Miyazawa     | Kami no Tsuki                                |
| 28        | 2015 | Haruka Ayase     | Nasza młodsza siostra                        |
| 29        | 2016 | Rie Miyazawa     | Her Love Boils Bathwater                     |
| 30        | 2017 | Yū Aoi           | Bezimienne ptaki Azumi Haruko wa Yukuefumei  |
| 31        | 2018 | Sakura Ando      | Złodziejaszki                                |
| 32        | 2019 | Mayu Matsuoka    | Słuchaj Wszechświata                         |
| 33        | 2020 | Masami Nagasawa  | Mother Confidence Man JP: Princess hen       |
| 34        | 2021 | Yūki Amami       | What Happened to Our Nest Egg!?              |
| 35        | 2022 | Chieko Baisho    | Plan 75                                      |
| 36        | 2023 | Mayu Matsuoka    | Masked Hearts                                |